# Старый Ашит (Татарстан)
Ста́рый Аши́т (тат. Иске Ашыт) — село в Арском районе Республики Татарстан, в составе Ташкичинского сельского поселения.

## Этимология названия
Топоним произошёл от татарского слова «иске» (старый) и гидронима «Ашыт». В дореволюционных источниках упоминается также под названием Пустошь Шатуловка.

## География
Село находится на реке Ашит, в 33 км к северо-западу от районного центра, города Арска.

## История
В окрестностях села выявлен археологический памятник – Староашитское селище (первая половина I тысячелетия нашей эры).
Село известно с 1615–1616 годов. 
В XVIII – первой половине XIX веков жители относились к категории государственных крестьян. Основные занятия жителей в этот период – земледелие и скотоводство, были распространены кузнечный, плотничный и мукомольный промыслы, изготовление изделий из лыка и коры, торговля.
В «Списке населенных мест по сведениям 1859 года», изданном в 1866 году, населённый пункт упомянут как казённая деревня Ашит 2-го стана Казанского уезда Казанской губернии. Располагалась при речке Ашите, на большом торговом тракте из Казани в Уржум, в 70 верстах от губернского города Казани и в 28 верстах от становой квартиры в заштатном городе Арске. В деревне в 118 дворах жили 1207 человек (655 мужчин и 552 женщины). Была мечеть. Проводились базары по четвергам.
По сведениям 1895 года, действовало медресе. В начале XX века в селе функционировали 2 мечети, мектеб, 3 ветряные и водяная мельницы, фельдшерский пункт, красильная и медно-жестяная мануфактуры, 2 лавки; базар по четвергам. В этот период земельный надел сельской общины составлял 1995,2 десятины.
В 1928 году открыта начальная школа.
До 1920 года село входило в Больше-Менгерскую волость Казанского уезда Казанской губернии. С 1920 года в составе Арского кантона ТАССР. С 10 августа 1930 года в Тукаевском, с 10 февраля 1935 года в Кзыл-Юлском (с 18 июля 1956 года — Тукаевский), с 1 февраля 1963 года в Арском районах
На сельском кладбище сохранились 108 эпиграфических памятников: среди них надмогильные камни муллы Габдулгали сына муллы Габдулбасыйра и его сына Габделбадига – родственников Ш. Марджани.

## Население
| 1782 | 1859 | 1897 | 1908 | 1920 | 1926 | 1938 | 1949 | 1958 | 1970 | 1979 | 1989 | 2002 | 2010 | 2015 |
| ---- | ---- | ---- | ---- | ---- | ---- | ---- | ---- | ---- | ---- | ---- | ---- | ---- | ---- | ---- |
| 203  | 1207 | 1484 | 1490 | 1342 | 1258 | 1269 | 723  | 734  | 746  | 600  | 512  | 550  | 542  | 530  |

Национальный состав села: татары.

## Экономика
Жители занимаются полеводством, молочным скотоводством.

## Объекты образования и культуры
В селе действуют неполная средняя школа, детский сад (с 1978 года), дом культуры, библиотека.

## Религиозные объекты
Мечеть.